# Abbazia di Lobbes
L'abbazia di San Pietro di Lobbes fu un'antica abbazia benedettina nei pressi della città belga di Lobbes, nella provincia dell'Hainaut. Fondata sulle rive della Sambre verso il 654 da san Landelino, ebbe un ruolo di primaria importanza nella vita religiosa, politica e intellettuale del Principato di Liegi, soprattutto all'inizio del secondo millennio. Fu incendiata, danneggiata e saccheggiata durante la rivoluzione francese nel 1794.

## Fondazione
L'abbazia appartiene alla prima generazione di monasteri creati nel paese merovingio, generalmente intorno a un eremo, la cui austera vita di santità impressionava e attraeva adepti che ne diventavano discepoli.
A Lobbes, fu san Landelino, un brigante convertito divenuto eremita, che attraeva. Accompagnato dai discepoli Adelino e Domiziano egli costruì alla confluenza del Laubacus (Laubach) e della Sambre, teatro delle imprese di brigantaggio della sua gioventù, un oratorio e alcune piccole celle per guardare e venerare le reliquie di santi che egli aveva portato con sé nel suo terzo pellegrinaggio a Roma.
Aumentato il numero di discepoli, quest'oratorio, dedicato a san Pietro apostolo, divenne il centro di una comunità monastica che esistette come tale dal 654.
Innamorato della solitudine Landelino lasciò Lobbes per installarsi a una decina di chilometri a valle lungo la Sambre e fondò l'abbazia di Aulne.
Priva di superiori all'altezza del loro compito, la comunità di Lobbes decadde. Idulfo, signore di Lobbes, e Pipino di Herstal, maestro di palazzo di Austrasia, fecero appello a Ursmaro, discepolo noto di Landelino, affinché assumesse lui la direzione.
Con l'afflusso di nuovi adepti si ampliarono gli edifici, gli introiti aumentarono grazie ai beni ceduti dai nuovi adepti: così Idulfo, che si ritirò nel convento, fece dono ad esso dei suoi beni, Pipino lasciò a Ursmaro il suo bosco di Forestaille e numerose dipendenze e inoltre destinò a Lobbes tutto ciò che Landelino aveva lasciato, cioè la chiesa di Aulne, con le sue dipendenze e le sue proprietà, il priorato di Wallers, ecc.

Arme dell'abbazia: d'azurro a due chiavi d'oro poste a croce di sant'Andrea

## Storia

### Dal VII al IX secolo
Il vero fondatore dell'abbazia di Lobbes, e suo primo abate (dal 680) fu Ursmaro. Il 26 agosto 697, alla sua presenza, la chiesa abbaziale dedicata ai santi Pietro e Paolo, posta a suo tempo in cantiere da Landelino, venne consacrata. Poiché la presenza di reliquie di san Pietro impediva qualsiasi altra inumazione nella chiesa abbaziale, Ursmaro fece erigere un'altra chiesa su una collina vicina, che fu all'origine della collegiale di Sant'Ursmaro. Come aveva fatto per Lobbes, Ursmaro divenne anche l'animatore dell'abbazia di Aulne, altra fondazione del suo maestro spirituale Landelino.
Sant'Erminio fu il secondo abate di Lobbes. Egli lasciò una prima opera, Vita Ursmari, con la quale ebbe inizio l'attività intellettuale dell'abbazia, la cui biblioteca si arricchì nel corso dei secoli. A sant'Erminio successe sant'Abele, missionario scozzese, monaco di Lobbes salvo che per un effimero periodo in cui fu vescovo di Reims, e poi Teodulfo di Lobbes. I sarcofagi merovingi di sant'Ursmaro, sant'Erminio e sant'Abele si trovano nella cripta della collegiale di Sant'Ursmaro di Lobbes.
Dal 732 al 737, Carlo Martello, figlio illegittimo di Pipino di Herstal, respinse i musulmani verso i Pirenei e di fatto divenne il sovrano del regno franco, del quale faceva parte Lobbes. Egli ne approfittò per creare una classe di guerrieri che avessero le risorse corrispondenti al ruolo che si attendeva da essi. Una gran distribuzione di terre fu fatta a favore dei parenti del maestro di palazzo, che non esitò a secolarizzare, a questo fine, un buon numero delle terre ecclesiastiche. L'abbazia di Lobbes fu assegnata al vescovo di Liegi, che acquisì la temporalità nel 728.
Al beato Ansone (776 - 800) succedettero una decina di abati "usurpatori", ovvero commendatari quali Uberto I dall'864 all'868, cognato del re Lotario II e che, dopo aver cacciato l'abate Arberto, diresse l'abbazia e la spogliò dei suoi beni che distribuì alle persone del suo seguito; Ansegisio (868-871), abate nominato dal re Lotario II, Carlomanno (871-873), figlio di Carlo il Calvo dal quale ottenne la carica di abate, ma della quale fu spogliato dopo essersi ribellato al padre, e Ugo I (880-888), figlio di Lotario II e di Waldrada.
Nell'882, i Normanni - Danesi – risalirono il corso della Sambre: i monaci di Lobbes e di Aulne, seguiti dagli abitanti vicini, si rifugiarono nel castello di Thuin, costruito dai monaci di Lobbes e ritenuto inespugnabile grazie alla sua posizione, su una roccia a strapiombo, e al gran numero di difensori che poteva ospitare. La fortezza resistette e poco dopo Luigi di Sassonia li sconfisse a Thiméon, ove persero circa 9 000 uomini.
Francone, abate e futuro vescovo di Liegi, ottenne da Arnolfo di Carinzia, re di Germania, l'autorizzazione ad annettere la direzione dell'abbazia alla sede episcopale di Tongres-Maastricht-Liegi. In effetti, Francone fu subito promosso, nell'888, abate di Lobbes da Arnolfo di Carinzia. Poi, con un diploma del 15 novembre 889, quest'ultimo fece dono dell'abbazia al vescovo di Liegi, dividendo i ricavi in due parti: una riservata ai religiosi e l'altra al vescovo. In definitiva, Francone ricevette da Arnulfo 155 villaggi che gli appartenevano e le prebende e il patrimonio dell'abbazia, alienati dai suoi predecessori. Ma la generosità del re volle una contropartita: l'esercito di Francone aiutò quello di Arnulfo a riportare una vittoria decisiva sui Normanni a Lovanio nel settembre dell'891. Le dipendenze di Aulne, di Wallers-en-Fagne e di Crespin furono spogliate e distrutte a livelli diversi. .
Con Francone (888-901), ultimo abate commendatario e primo abate concordatario il destino dell'abbazia si legò strettamente a quello della diocesi, tutti i vescovi di Liegi fino a Éracle (960) furono anche abati di Lobbes.
Alla fine del IX secolo Francone fece abbattere la chiesa consacrata sotto Ursmaro nel 697 e pose la prima pietra di una chiesa più spaziosa e più splendida, la cui descrizione figurerà nella Chronique de Lobbes, scritta da Folquino di Lobbes verso il 980. Essa fu consacrata nel 903 da Dodilone, vescovo di Cambrai, sotto l'abbaziato di Stefano di Tongern, vescovo di Liegi, confermato come abate di Lobbes con atto emesso ad Aquisgrana nel 908 da Ludovico IV, re di Germania.

### X e XII secolo
Dal 920 al 922, la nomina dell'abate di Lobbes fu oggetto di una lotta di influenze tra i detentori del potere politico o religioso. Ilduino, monaco benedettino, era stato abate di Lobbes dall'873 all'880. Candidato nel 920 alla sede vescovile di Liegi, con il sostegno di Gilberto di Lotaringia, figura di spicco dell'aristocrazia lotaringia, che intratteneva cordiali rapporti con il re di Germania, Enrico I di Sassonia, Ilduino, nel 920, fu eletto vescovo di Liegi dall'arcivescovo Ermanno di Colonia. Ma questa elezione improvvisa, appena nota alle autorità ecclesiastiche, fu disconosciuta e Ilduino fu subito scomunicato dal re Carlo III di Francia, sostenuto da papa Giovanni X, che nominò al suo posto Richerio. Durante questi due anni di lotte Ilduino amministrò l'abbazia mantenendovi elevato il livello degli studi.
Sotto l'abbaziato di Faraberto (947 - 953), il lassismo entrò nell'abbazia: l'abate vi attirò una folla di estranei ai quali accordava un'ospitalità così prodiga che l'abbazia fu chiamata "La valle dell'oro" e queste presenze contribuirono al rilassamento della disciplina monastica.
Al termine dell'abbaziato, contro la volontà reale, venne eletto vescovo di Liegi Balderico I (956-959), ancora infante, grazie all'appoggio dello zio Balderico, principe-vescovo di Utrecht e degli zii Reginardo III, conte di Hainaut e del di lui fratello Rodolfo, conte di Maasgau. Riconoscente, Balderico diede l'abbazia in commenda al conte di Hainaut, che subito impose esazioni e commise violenze sacrileghe.
Il 2 aprile 955, cavalieri nomadi originari dell'Ungheria dilagarono nella zona e, una volta ancora, i monaci dell'abbazia di Aulne e di Lobbes e gli abitanti dei paesi circostanti cercarono rifugio nel castello di Thuin, da poco occupato da Reginardo III, conte di Hainaut, che rifiutò loro l'accesso. Essi si rifugiarono nella chiesa superiore, l'attuale chiesa di sant'Ursmaro, fortificata urgentemente per l'occasione e resistettero a un migliaio di assalitori magiari; una pioggia torrenziale provvidenziale si abbatté su di essi che, credendo a un prodigio, levarono l'assedio. Ma una volta di più l'abbazia fu saccheggiata e vi furono parecchie vittime
Nel 961 Éracle, vescovo di Liegi e abate di Lobbes, lasciò il suo incarico di abate per dedicarsi esclusivamente alla diocesi di Liegi. Egli diede ai monaci di Lobbes la libertà di eleggere il proprio abate, ma più della metà dei beni abbaziali, tra cui la dipendenza di Aulne, rimasero proprietà della cattedrale di Liegi. Su richiesta di Éracle, la Santa Sede autorizzò gli abati di Lobbes a portare gli ornamenti pontificali, assegnò loro il primo posto dopo i vescovi, permise loro di officiare pontificali in assenza di questi ultimi, li dichiarò vicari in perpetuo del vescovo di Liegi, confermò ai monaci il diritto di eleggere il loro abate, ma impose a quest'ultimo di rendere omaggio al vescovo di Liegi dopo la sua elezione.
Il primo abate eletto in sostituzione di Éracle, Aletrano (961-965), fu un buon amministratore, riportò la pace, l'ordine e la disciplina nella comunità monastica e sotto il suo abbaziato l'abbazia riprese un poco della sua indipendenza, perduta nell'888.
Éracle scelse per successore di Aletrano il monaco Folcuino di Lobbes (965-990), contestato fin dall'inizio. Questi fu soppiantato nel periodo 971-972 da Raterio di Verona, ma ristabilito nella carica da Notgerio, vescovo di Liegi. Egli rilevò l'abbazia incendiata dai magiari e iniziò il restauro della chiesa abbaziale di San Pietro, semidistrutta, che dotò di un jubé e che arricchì di dipinti murali e oggetti preziosi.
Nel 979 ottenne da papa Benedetto VII la conferma e ratifica dei privilegi concessi all'abbazia, in particolare quelli relativi al divieto di inumare i monaci o altri notabili nella chiesa abbaziale di San Pietro.
La prosperità dell'abbazia diede corso a lavori d'ingrandimento e d'abbellimento. 
Erigerio (990-1007) fece abbellire la chiesa abbaziale costruendovi anche un oratorio dedicato a san Benedetto da Norcia.
Sotto l'abbaziato d'Ingobrand (1007-1020), fu edificata una terza chiesa abbaziale, che fu tuttavia completata solo nel 1036. Essa fu costruita con pietre irregolari appena squadrate, spesso in arenaria, troppo dura per essere tagliata.
Riccardo di Saint-Vanne divenne abate di Lobbes nel 1020, su richiesta di Wolbodo, vescovo di Liegi (e futuro santo), per applicarvi la "Riforma lorenese", destinata a estirpare gli abusi. Nel 1033 egli rimise il suo titolo nelle mani di Reginardo, vescovo di Liegi.
Il quarto anno della prelatura di Ugo III (1033-1053), la chiesa abbaziale di San Pietro fu consacrata per la terza volta dal principe-vescovo Reginardo di Liegi e dal vescovo Gerardo di Cambrai, anche se non fu terminata che sotto la prelatura di Adelardo (1054-1077).
Dal 1054 l'abbazia fu completamente devastata dalla guerra tra Baldovino VI di Fiandra, secondo marito di Richilde di Hainaut, ed Enrico III il Nero, imperatore del Sacro Romano Impero.
Nel 1101, Fulcardo (1084-1107) chiese la protezione dell'imperatore Enrico IV per evitare le spoliazioni causate da guerrieri predoni, dilapidazioni per malversazione e usurpazioni varie.

### Dal XII al XVIII secolo

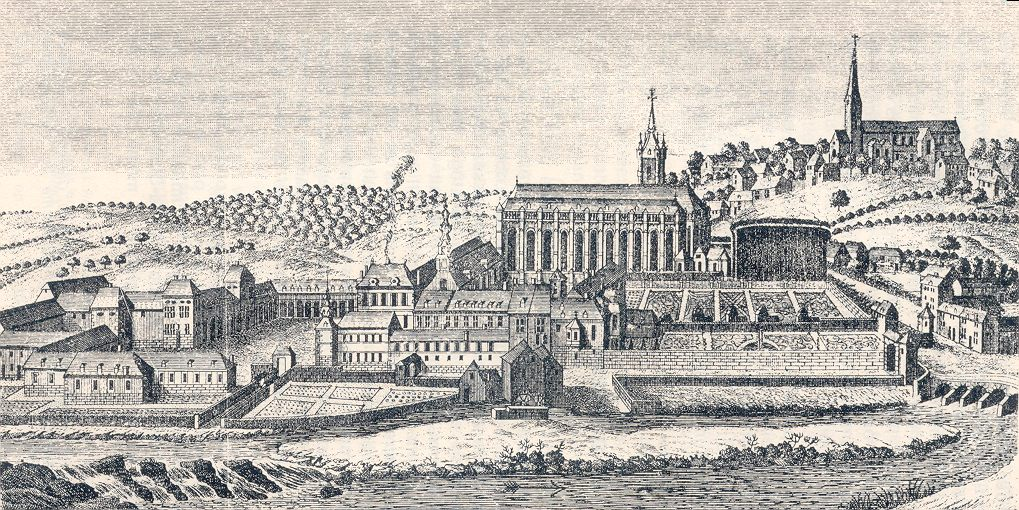
L'abbazia di Lobbes nel XVIII secolo

Gualtiero I (1107-1131) fu ancora eletto dalla comunità dei monaci. Durante il suo abbaziato egli resistette alle pressioni esterne tendenti ad adottare la regola, allora emergente, della Riforma cluniacense. A seguito delle tensioni in seno alla comunità il suo successore, Leonio di Furnes (1131-1137), non fu più eletto dai monaci ma da commissari riunitisi nell'abbazia di Bonne-Espérance. Egli introdusse gradualmente la regola cluniacense, offrendo a coloro che ne erano contrari, di trasferirsi in altra abbazia.
A sua richiesta papa Innocenzo II, in una bolla pervenuta a Lobbes nel maggio del 1131, confermò la proprietà dei beni dell'abbazia, regolò le modalità di nomina degli abati, determinò i diritti e i doveri dei vescovi di Liegi a Lobbes, vietò l'inumazione dei religiosi nella chiesa di San Pietro, concesse ai monaci l'autorizzazione a scegliere essi stessi il loro avvocato (laico incaricato, nel medioevo, di difendere gli interessi dell'abbazia) e mise l'abbazia sotto la protezione della Santa Sede. Nel 1137 Leonio di Furnes fu chiamato a dirigere l'abbazia di San Bertino.
Lamberto I, abate dal 1137 al 1149, approfittò delle condizioni favorevoli dell'inizio del suo abbaziato per acquisire il quartiere degli estranei fondato dal suo predecessore, costruire una nuova infermeria, restaurare e ingrandire la casa abbaziale e iniziare un oratorio. Ma l'incendio della tenuta di Saintes (riserva di grano dell'abbazia) e alcuni anni di carestia obbligarono molti monaci a emigrare verso altre abbazie o conventi.
Sotto l'abbaziato di Giovanni I (1163-1179), l'abbazia fu impoverita dai saccheggi compiuti dalle truppe di Baldovino IV di Hainaut e di Baldovino V di Hainaut.
L'abate Roberto (1209-1221) riuscì a pagare tutti i debiti dell'abbazia, a ripararle e ingrandirla e infine a ricostruire numerosi edifici in rovina, mentre l'abate Tommaso (1228-1246) accrebbe considerevolmente le proprietà del monastero, nonostante che dal 1234, per alcuni anni, il freddo eccessivo che colpì Francia e Paesi Bassi provocò frequenti carestie.
Sotto l'abate Guglielmo I (1344-1359), verso il 1348, la peste nera decimò la popolazione svuotando le terre dell'abbazia, preludio alla trasformazione e alla destabilizzazione della società. Le carestie e le epidemie diffusero sulle strade i flagellanti, che espiavano i loro peccati con la pratica della flagellazione e contestavano l'ordine stabilito, compresa l'istituzione ecclesiastica, tanto che nel 1349 papa Clemente VI emanò una bolla che li condannava come eretici. Lobbes partecipò così alla caccia ai flagellanti.
L'abate Guglielmo Cordier (1495-1524) abbellì considerevolmente l'abbazia di Lobbes.
Nel mese di giugno 1546, sotto l'abate Guglielmo Caulier (1524-1550), un grande incendio provocato dal fuoco delle cucine distrusse da cima a fondo l'abbaziale dell'XI secolo e tutti gli edifici claustrali. Una gran quantità di oggetti d'arte, oltre alla ricca biblioteca iniziata da Folcuino, divennero preda delle fiamme. Con una saggia politica economica l'abate Caulier riuscì a recuperare quasi tutti i beni alienati durante le guerre. Con queste risorse, egli riedificò dalle loro rovine gli edifici claustrali come altri edifici e posò la prima pietra della nuova chiesa abbaziale il 2 maggio 1550, giorno del suo ottantesimo compleanno.
La ripresa delle vocazioni monastiche e una nuova prosperità permise di ricostruire la chiesa abbaziale, i lavori proseguirono sotto l'abate Dominique Capron (1550-1570) e la consacrazione ebbe luogo il 27 maggio 1576, durante l'abbaziato di Ermin François (1570-1598). È questa la grande chiesa ogivale di Lobbes (la quarta chiesa abbaziale) che si può vedere illustrata sulle incisioni del XVII e del XVIII secolo.
Sotto l'abbaziato di Raffaele Baccart (1628-1641), la maggior parte dei beni dell'abbazia vennero devastati e la stessa abbazia saccheggiata da mercenari d'ogni parte durante la guerra dei trent'anni. Al flagello della guerra si aggiunse un'epidemia di peste che devastò la regione per parecchi mesi nel periodo 1635-1636.
Sotto l'abbaziato di Lamberto Veris (1650-1668), nel corso della guerra franco-spagnola tra il 1650 e il 1658, l'abbazia fu pesantemente saccheggiata e danneggiata dalle truppe francesi del Grand Turenne e dell'allora ancor giovane Luigi XIV.
In pochi anni l'abate Pierre de La Hamaide (1668-1695) fece sorgere l'abbazia dalle rovine provocate dalla guerra e la riportò al suo precedente splendore. Nel 1675, truppe olandesi venute a saccheggiare l'abbazia furono respinte con perdite. Tutti i debiti contratti dall'abbazia furono rimborsati.
Il suo successore Agostino Jonneaux (1695-1707) proseguì nel restauro degli edifici danneggiati dalle guerre, mentre l'abate Ursmer Rancelot (1707-1718) fece rinforzare la chiesa abbaziale con sbarre di ferro, fece costruire una biblioteca, un'infermeria e un quartiere per gli estranei. Teodofilo II Barnabé (1728-1752) fece erigere un quartiere abbaziale, un ampio dormitorio, una grossa birreria e la grande fattoria.
Nella seconda parte del XVIII secolo la Società fu impregnata di idee, considerate dal punto di vista dei religiosi di Lobbes, sovversive, diffuse nel XVII secolo dai «…nemici del trono e della religione» e volti a sostituire i dogmi con la Ragione. Sotto l'abbaziato di Giuseppe Simon (1778-1793) la lotta contro la Chiesa divenne sempre più viva e lo stesso papa Clemente XIV dispose la soppressione della Compagnia di Gesù su richiesta di Francia, Portogallo e Spagna.
Nei Paesi Bassi austriaci l'imperatore Giuseppe II si arrogò il diritto di riformare la liturgia cattolica e inventò un nuovo catechismo filosofico e morale, soppresse le confraternite, abolì le processioni, dichiarò il matrimonio un contratto civile, diminuì il numero di feste e messe, ecc. I nemici degli ordini religiosi rialzarono la testa e dalle parti di Thuin e Lobbes venivano chiamati Macas.
Il 17 agosto 1789, sull'onda della presa della Bastiglia, i Macas irruppero nell'abbazia di San Pietro, violarono le serrature di una prigione e liberarono un certo André Piraux, accusato di aver incendiato un mulino. Nel mese di marzo del 1790 i Macas ripresero i loro attacchi, tempestando di pallottole le porte dell'abbazia, sparando ai religiosi, ai domestici e agli operai, ostacolando il rifornimento di viveri, chiamando i sostenitori dei monaci, "realisti" e "croste di pane bianco", come per rimproverarli di dovere i loro agi al favore dei religiosi.
D'altra parte la rivoluzione di Liegi spinse all'esilio il principe-vescovo César-Constantin-François de Hoensbroeck dal 27 agosto 1789 al 12 febbraio 1791, proclamò la repubblica e il primato del potere civile. Dopo essere stati insultati dai Macas, i religiosi di Lobbes furono taglieggiati, a due riprese nel 1790, di un contributo di 80 000 fiorini, Il 16 gennaio 1791 il cavaliere de Donceel, vicesindaco di Liegi, si presentò personalmente all'abbazia, portatore di una richiesta della Bonne Ville di Liegi, ove si esigeva dai religiosi il pagamento di un contributo di 50 000 corone francesi, somma che non fu mai pagata: l'esercito austriaco era entrato in Liegi il 12 gennaio 1791 e de Donceel fuggì in Francia ove morì qualche giorno dopo.
Dopo la vittoria francese di Jemappes, l'abbazia dovette versare una considerevole somma ai repubblicani.

### Distruzioni dal 1794
Il passaggio da Lobbes delle truppe rivoluzionarie francesi, comandate dal generale Luigi Charbonnier e spalleggiate da alcuni Macas, fu particolarmente devastante.
L'insieme degli edifici abbaziali, inclusa la chiesa, fu saccheggiato per tre giorni e poi incendiato il 14 maggio 1794. I libri vennero bruciati o lasciati alle intemperie. La perdita architettonica subita a causa dell'incendio del 1794 fu una delle più importanti. La distruzione dei libri e delle architetture testimonia il maggiore lascito della Rivoluzione francese, ossia la distruzione sistematica di arte, storia e cultura.
I 48 monaci e l'ottantunesimo e ultimo abate di Lobbes, Vulgise de Vignron (o Vigneron) (1793-1794), si dispersero e la maggior parte di essi trovò rifugio in Germania. Vulgise de Vignron morì l'11 agosto 1823, esiliato nel monastero di Brevnov (Boemia).
L'abbazia fu ufficialmente disciolta nel 1796, in virtù del decreto della Convenzione nazionale del 20 agosto 1796 (soppressione delle congregazioni religiose). Ciò che era rimasto fu venduto come bene pubblico. I materiali delle rovine che avevano ancora una qualche utilità furono utilizzati per rafforzare le fortificazioni della fortezza olandese di Charleroi (nel 1816-1817).
Le vestigia di una qualche importanza che possono ancora essere viste oggi sono:
- la birreria costruita durante la prelatura di Teodolfo II Barnabé (1728-1752);
- un'ala dell'antica fattoria abbaziale;
- una porta di stile rinascimentale della cinta dell'abbazia (detta Porte de Thudinie o anche La Portelette), dalla quale si accedeva alla strada per la città di Binche. Essa dev'essere stata senza dubbio costruita dall'abate Ursmaro Rancelot (deceduto nel 1718), del quale si sa che fece importanti lavori;
- il muro di cinta;
- la chiesa di Sant'Ursmaro.

Non meno di quattro chiese abbaziali furono costruite e distrutte a Lobbes. Per contro la modesta chiesa carolingia, destinata a ricevere le sepolture dei monaci, sopravvisse a tutte le temperie della storia per essere oggi la collegiale di Sant'Ursmaro che si erge sulla collina del villaggio di Lobbes. È una delle più antiche chiese del Belgio.

## Descrizione dell'abbazia prima della distruzione
Verso il 1750, l'abbazia di Lobbes era una delle più notevoli del paese: nella parte interna alla cinta muraria (pressoché una mezza città come perimetro), si contavano la chiesa, il chiostro, la sala capitolare, il refettorio estivo, il refettorio invernale, il dormitorio, l'infermeria, la biblioteca, il quartiere degli ospiti, il quartiere abbaziale, gli alloggi dei domestici, del giardiniere e del portinaio, la birreria, il mulino sulla Sambre, i granai, le scuderie, il cortile inferiore, la forgia, la colombaia, la pescheria.
L'abbazia si trovava sulla riva sinistra della Sambre, e la si raggiungeva dalla riva destra attraverso un ponte in pietra i cui archi a ogiva sono molto solidi; in prossimità del passaggio si trovava una porta che dava accesso a una terrazza conducente a un basso cortile circondato da un magnifico corpo di loggiati affiancato da tre padiglioni sormontati da cupole e utilizzati per l'infermeria, per il dormitorio dei religiosi e per gli alloggi dei domestici. Da questo primo cortile ci si dirigeva verso la chiesa abbaziale attraverso una cancellata decorata con gli stemmi degli abati e interrotta da una porta a due battenti.
La chiesa era di stile gotico fiammeggiante. L'interno era a tre navate di pari altezza e privo di transetto; era diviso in due parti da una cancellata in ferro che impediva ai profani l'accesso al coro.
La facciata era decorata con un jubé in marmo italiano e i muri rivestiti con una boiserie all'antica con bassorilievi elegantemente scolpiti.
L'edificio claustrale presentava portici con archi a ogiva intorno a un atrio quadrato al centro del quale vi era una fontana monumentale rappresentante Mosè e il serpente, le gallerie di notevole altezza erano simili alle navate di una chiesa. Vicino si trovava la sala capitolare la cui volta poggiava su colonne di ordine tuscanico. Vicino al chiostro erano stati realizzati due refettori, con quello estivo dotato di due fontane e di volta rivassata sostenuta da tre colonne di marmo scolpito.
I religiosi salivano in chiesa dal chiostro attraverso una scala di diciassette gradini; di là dodici altri gradini conducevano al dormitorio attraverso lunghe gallerie costruite al di sopra dei chiostri. Il dormitorio aveva due grandi ali con volte, alte e ben tagliate. Vi era una fontana in marmo che cambiava continuamente l'acqua di un bacino di marmo.
Al di sopra dell'edificio si elevava un campanile con orologio munito di carillon. Il padiglione vicino, che serviva da infermeria, si componeva di quattro sale comunicanti con la cappella di Guillaume Gilbart (1617), che consentiva ai malati di assistere agli uffici divini senza lasciare il loro letto. Al di sopra dell'infermeria una rampa di scale conduceva a una grossa biblioteca. Il basso cortile prima citato era contiguo ad un altro situato a sinistra: questo spazio era circondato dal birrificio, dalla panetteria e da altri edifici di servizio. A destra si notava una grande porta che dava accesso a un terzo grande cortile circondato da costruzioni di gusto moderno (XVIII secolo). Il corpo del loggiato, che si trovava a destra, era accompagnato da due padiglioni, con un altro di fronte che serviva da quartiere per gli estranei.
Al fondo del cortile si elevava il palazzo abbaziale la cui porta di entrata era coronata da un frontone con gli stemmi degli abati; l'interno era costituito da un amplissimo salone e da una cappella. Dietro gli alloggi dell'abate si stendeva un bel parterre con al centro una fontana costituita da quattro delfini che gettavano ciascuno un filo di acqua in un bacino.
Oltre questo parterre l'abbazia di San Pietro contava quattro giardini ben estesi, con all'interno un anfiteatro dotato di lunghi viali che servivano per le passeggiate dei religiosi. Un Calvario eretto su una piccola altura ricordava ai religiosi che il tempo del riposo è breve.

## Attività intellettuale e influenza

### I secoli VIII e IX
San Teodulfo, abate dal 758 al 776, istituì a Lobbes una scuola monastica, preludio al capitolare del 789, ma la cui semplicità va raramente oltre i bisogni della comunità.
Il capitolare Admonitio Generalis del 23 marzo 789 era diffuso e applicato fedelmente a Lobbes: nel 797, fu fondata una scuola sotto l'abbaziato di Ansone (776-800), che aveva scritto le biografie di sant'Ursmaro e sant'Erminio.
Francone, filosofo, retore, oratore facondo dotato di uno spirito penetrante, divenne abate di Lobbes nel 888 e lo fu fino al 901. Fu sotto il suo abbaziato che la scuola monastica di Lobbes divenne una specie di scuola ufficiale e un vivaio di funzionari ecclesiastici. Proponendo studi di elevato livello, vi furono insegnate tutte le discipline: teologia, teoria musicale, storia, ecc. L'ampiezza della biblioteca permetteva un lavoro intellettuale intenso e condotto alla creazione di un laboratorio di amanuensi e di miniaturisti.

### Dal X al XII secolo
Furono i grandi secoli dell'abbazia: essa era ricca, il numero di monaci elevato e la biblioteca ben fornita. Un inventario di quest'ultima fatto all'epoca recensì una cifra considerevole per quei tempi: 347 libri.
Il periodo dal 930 al 1094 fu il secolo degli abati la cui competenza ed erudizione davano un grande prestigio all'abbazia. Verso l'anno mille la scuola era al suo apogeo: durante più di un secolo, dall'Inghilterra alla Polonia, monaci stranieri venivano ad istruirsi. La formazione vi era eccellente e i suoi insegnanti erano molto ricercati.
I giovani che ricevevano la formazione a Lobbes erano divisi in due categorie: gli "oblati", consacrati a Dio, che frequentavano la scuola interna, e i "nutriti", allievi liberi non legati all'abbazia, che frequentavano la scuola esterna o canonica. L'insegnamento era il medesimo, gli "oblati", strettamente tenuti al rispetto della regola e vestiti con abiti religiosi, erano oggetto di cure assidue. L'insegnamento comprendeva la grammatica, la dialettica e la retorica (trivium), l'aritmetica, la geometria, l'astronomia e la musica (quadrivium). I "nutriti" ricevevano in aggiunta nozioni particolari per le loro funzioni future (magistrati, funzionari, ecc.)
Sotto Wautier I (1107-1131) gli studi furono ancora fiorenti a Lobbes. Ciò non impediva all'abate d'inviare numerosi dei suoi monaci a perfezionarsi in altre scuole molto rinomate e fra essi Francone II che, dopo essere stato presso l'abbazia di Laon ad ascoltare le lezioni dei frati Raoul e Anselmo, tornò a Lobbes ove ricevette l'incarico di direttore della scuola.
Ma la scuola, confinata in uno stretto conservatorismo, rifiutò di seguire la logica allora in voga e cadde in declino, al punto che l'abate Leonio di Furnes soppresse la scuola interna (la sola accessibile ai membri della comunità) a partire dal 1131 e lasciò solo quella esterna, che annesse alla collegiale di sant'Ursmaro di Lobbes, ove l'insegnamento era dispensato da un canonico.
Il laboratorio degli amanuensi trascriveva senza tregua le opere di scrittori sacri e profani. La biblioteca conteneva la gran parte delle opere dei Padri della Chiesa (San Giovanni Crisostomo, Sant'Agostino, San Girolamo, ecc.), degli storici sacri, dei principali oratori, poeti e filosofi dell'antichità. La maggior parte delle ricchezze letterarie e artistiche andò perduta nell'incendio del 1546, le altre andarono perdute o disperse occasione delle distruzione dell'abbazia nel 1794. Un manoscritto poté essere conservato, capolavoro della miniatura mosana: la Bibbia di Lobbes, oggi conservata a Tournai, e datata 1084, della quale si conosce anche il miniaturista e calligrafo, il monaco Goderano.
Il movimento monastico in Europa era in decadenza. L'abbazia di Lobbes resistette ad allinearsi a quella di Cluny e quando accettò la riforma cluniacense, si tinse del rigore cistercense, portatovi da Leonio di Furnes, il nuovo abate eletto nel 1131, che ricoprì la carica per trent'anni. Leonio accolse delle suore converse che sistemò vicino all'abbazia – che allora contava un centinaio di monaci più i frati conversi – e fece costruire edifici per ospitarle al posto dei viaggiatori e profughi di passaggio. Lobbes, temporaneamente rovinata, dovette congedare dei monaci e finì per languire alla fine del XII secolo.
L'abate Lamberto (1137-1149) aveva spirito penetrante, dotato di un brillante eloquio, molto talentuoso nel pronunciare discorsi di fronte alle assemblee e omelie davanti al popolo. Egli padroneggiava il latino, la lingua romanza e il tedesco. Per la sua conoscenza dell'idioma germanico fu scelto da san Bernardo per predicare la guerra santa e reclutare volontari in vista della seconda crociata.

### Dal XIII secolo in avanti
Le università rimpiazzarono progressivamente monasteri e abbazie come centri intellettuali e religiosi. Le nuove città, combattendo per la propria autonomia, tolsero ai monasteri (come ai signori feudali) gran parte del lori potere politico e amministrativo. Numerose guerra lasciarono traccia del passaggio delle truppe. Lobbes perse il suo splendore e divenne un'abbazia come le altre, lottando semplicemente per la propria sopravvivenza.
Con la controriforma s'innescò un rinnovamento monastico nel XVI secolo. Nel 1565, l'abate Dominique Capron (1550-1570) applicò a Lobbes i canoni e i decreti del Concilio di Trento, pubblicati nel gennaio 1564 da papa Pio IV e volti a combattere il luteranesimo, il calvinismo e soprattutto a ristabilire la disciplina ecclesiastica..

## Elenco degli abati di Lobbes
- San Landelino, verso il 654, con il suo compagno San Domiziano, fondatore dell'abbazia.
- Sant'Ursmaro I, dal 680 al 713.
- Sant'Erminio, dal 713 al 737.
- Teoduino, dal 737 al 758.
- San Teodulfo, dal 758 al 776.
- Ansone, dal 776 all'800.
- Ilderico, dall'800 all'814 Avrebbe usurpato il titolo di abate).
- Reinerico (o Ramnérico), dall'814 all'821.
- Fulrado, dal 821 al 826.
- Egardo, dal 826 al 835.
- Harbert dal 835 al 864.
- Uberto I, dal 864 al 868.
- Anségise, dal 868 al 871.
- Carlomanno, dal 871 al 873.
- Elduino, dal 873 al 880.
- Ugo I, dal 880 al 888.
- Francone, dal 888 al 901.
- Stefano, dal 901 al 920.
- Elduino, dal 920 al 922.
- Richerio o Riccardo, dal 922 al 945.
- Ugo II, vescovo di Liegi, dal 945 al 947.
- Faraberto, dal 947 al 953.
- Raterio, dal 953 al 956.
- Balderico I, dal 956 al 959.
- Éracle, dal 959 al 960.
- Aletrano, dal 961 al 965. († 3 novembre 965).
- Folcuino, dal 965 al 990.
- Erigerio, dal 990 al 1007.
- Ingobrand, dal 1007 al 1020.
- Riccardo di Saint-Vanne, dal 1020 al 1033.
- Ugo III dal 1033 al 1053. († 5 dicembre 1053).

- Adelardo, dal 1054 al 1077. († 13 gennaio 1077).
- Arnulfo (o Arnoul o Arnould), dal 1077 al 1094. († 22 luglio 1094).
- Fulcardo, dal 1084 al 1107. († 16 gennaio 1107)
- Wautier I (o Walter I), dal 1107 al 1131.
- Leonio di Furnes, dal 1131 al 1137. († 1163)
- Lambert dal 1137 al 1149. († 6 settembre 1149).
- Francone II, dal 1149 al 1163. († 29 ottobre 1163).
- Giovanni I, dal 1163 al 1179.
- Lamberto II dal 1179 al 1180.
- Wéric, dal 1179 al 1209. († 17 dicembre 1209).
- Roberto, dal 1209 al 1221.
- Uberto II, dal 1221 al 1222. († 7 maggio 1222).
- Radulfo I, dal 1222 al 1227.
- Wautier II de Grart, dal 1227 al 1228.
- Tommaso I, dal 1228 al 1246.
- Bartolomeo I, dal 1246 al 1280.
- Radulfo II, dal 1280 al 1282.
- Tommaso II, dal 1282 al 1287.
- Wautier III, dal 1287 al 1288.
- Filippo, dal 1288 al 1290.
- Giacomo di Binche, dal 1290 al 1313.
- Giovanni II, dal 1313 al 1319.
- Nicaise, dal 1319 al 1344.
- Guglielmo I, dal 1344 al 1359.
- Pietro I, dal 1359 al 1365.
- Pietro II, dal 1365 al 1372.
- Nicola, dal 1372 al 1374.
- Giovanni III detto di Lorena dal 1374 al 1389.
- Bertrando di Montigny, dal 1389 al 1409.

- Gilles de Montigny, dal 1409 al 1445.
- Giovanni IV Ansiel, dal 1445 al 1472.
- Giovanni V d'Essen, dal 1472 al 1495.
- Guglielmo II Cordier, dal 1495 al 1524. († 15 ottobre 1523).
- Guglielmo II Caulier, dal 1524 al 1550. († 1 agosto 1550).
- Domenico Capron, dal 1550 al 1570.
- Ermino II Francesco, dal 1570 al 1598. († 28 maggio 1598).
- Michele William, dal 1598 al 1600. († 12 ottobre 1600).
- Guglielmo IV Gilbart, dal 1601 al 1628. († 1 maggio 1628).
- Raphaël Baccart, dal 1628 al 1641. († 11 aprile 1641).
- Bartolomeo II di Boussu, dal 1641 al 1650. († 26 aprile 1650).
- Lamberto III Veris, dal 1650 al 1668. († 13 febbraio 1668).
- Pietro III de La Hamaide, dal 1668 al 1695. († 10 maggio 1695).
- Agostino Jonneaux, dal 1695 al 1707. († 25 giugno 1707).
- Ursmaro II Rancelot, dal 1707 al 1718. († 8 dicembre 1718).
- Francesco Goffart, dal 1718 al 1722. († 6 giugno 1722).
- Giuseppe I Robson, dal 1722 al 1728. († 24 febbraio 1728).
- Teodolfo II Barnabé, dal 1728 al 1752. († 14 dicembre 1752).
- Paolo Dubois, dal 1753 al 1778. († 18 febbraio 1778).
- Giuseppe II Simon, dal 1778 al 1793.
- Vulgise de Vignron (o Vigneron), dal 1793 al 1794[21][22].